# Liste des monuments historiques de l'Aube
Cet article recense les monuments historiques de l'Aube, en France.
- Pour les monuments historiques de la commune de Troyes, voir la liste des monuments historiques de Troyes.

## Statistiques
Au 21 juillet 2025, l'Aube compte 371 édifices comportant au moins une protection au titre des monuments historiques, dont 143 sont classés et 243 sont inscrits. Le total des monuments classés et inscrits est supérieur au nombre total de monuments protégés car plusieurs d'entre eux sont à la fois classés et inscrits.
Le graphique suivant résume le nombre d'actes de protection par décennies (ou par année avant 1880) :
- Haut – A
- B
- C
- D
- E
- F
- G
- H
- I
- J
- K
- L
- M
- N
- O
- P
- Q
- R
- S
- T
- U
- V
- W
- X
- Y
- Z

## Liste
| Monument                                                          | Commune                                     | Adresse                                                                               | Coordonnées                                    | Notice                                         | Protection                                     | Date                                           | Illustration                                                      |
| ----------------------------------------------------------------- | ------------------------------------------- | ------------------------------------------------------------------------------------- | ---------------------------------------------- | ---------------------------------------------- | ---------------------------------------------- | ---------------------------------------------- | ----------------------------------------------------------------- |
| Chapelle Saint-Avit                                               | Aix-en-Othe                                 | Cimetière                                                                             | 48° 13′ 26″ nord, 3° 44′ 21″ est               | « PA00078014 »                                 | Inscrit                                        | 1975                                           | Chapelle Saint-Avit                                               |
| Église de la Nativité                                             | Aix-en-Othe                                 |                                                                                       | 48° 13′ 22″ nord, 3° 43′ 57″ est               | « PA00078015 »                                 | Inscrit                                        | 1980                                           | Église de la Nativité                                             |
| Marché couvert                                                    | Aix-en-Othe                                 |                                                                                       | 48° 13′ 23″ nord, 3° 43′ 56″ est               | « PA00135304 »                                 | Inscrit                                        | 1995                                           | Marché couvert                                                    |
| Église des Cinq-Plaies-du-Christ                                  | Allibaudières                               |                                                                                       | 48° 34′ 58″ nord, 4° 06′ 35″ est               | « PA00078016 »                                 | Inscrit                                        | 1960                                           | Image manquante Téléverser                                        |
| Château                                                           | Arcis-sur-Aube                              | Place des Héros                                                                       | 48° 32′ 16″ nord, 4° 08′ 37″ est               | « PA00078017 »                                 | Inscrit                                        | 1983                                           | Château                                                           |
| Église Saint-Étienne                                              | Arcis-sur-Aube                              |                                                                                       | 48° 32′ 12″ nord, 4° 08′ 32″ est               | « PA00078018 »                                 | Classé                                         | 1840                                           | Église Saint-Étienne                                              |
| Grange de Fraville                                                | Arconville                                  |                                                                                       | 48° 09′ 02″ nord, 4° 43′ 11″ est               | « PA10000018 »                                 | Inscrit                                        | 2001                                           | Image manquante Téléverser                                        |
| Église Saint-Étienne                                              | Arrembécourt                                |                                                                                       | 48° 32′ 33″ nord, 4° 35′ 51″ est               | « PA00078019 »                                 | Inscrit                                        | 1987                                           | Église Saint-Étienne                                              |
| Château d'Arrentières                                             | Arrentières                                 |                                                                                       | 48° 15′ 36″ nord, 4° 44′ 38″ est               | « PA00132584 »                                 | Inscrit                                        | 1994                                           | Château d'Arrentières                                             |
| Église Saint-Martin                                               | Arsonval                                    |                                                                                       | 48° 16′ 05″ nord, 4° 38′ 57″ est               | « PA00078020 »                                 | Inscrit                                        | 1926                                           | Église Saint-Martin                                               |
| Église Saint-Loup-de-Sens                                         | Auxon                                       |                                                                                       | 48° 06′ 13″ nord, 3° 55′ 05″ est               | « PA00078021 »                                 | Classé                                         | 1949                                           | Église Saint-Loup-de-Sens                                         |
| Pierre-au-Coq                                                     | Avant-lès-Marcilly                          |                                                                                       | 48° 26′ 53″ nord, 3° 34′ 24″ est               | « PA00078022 »                                 | Classé                                         | 1889                                           | Pierre-au-Coq                                                     |
| Église Saint-Denis                                                | Avant-lès-Ramerupt                          |                                                                                       | 48° 26′ 54″ nord, 4° 17′ 12″ est               | « PA00078023 »                                 | Classé                                         | 1984                                           | Église Saint-Denis                                                |
| Église Saint-Phal                                                 | Avirey-Lingey                               |                                                                                       | 48° 01′ 33″ nord, 4° 18′ 01″ est               | « PA00078024 »                                 | Inscrit                                        | 1925                                           | Église Saint-Phal                                                 |
| Église Notre-Dame-de-l'Assomption                                 | Avreuil                                     |                                                                                       | 48° 02′ 45″ nord, 3° 59′ 56″ est               | « PA00078327 »                                 | Inscrit                                        | 1992                                           | Église Notre-Dame-de-l'Assomption                                 |
| Église Saint-Valentin                                             | Bagneux-la-Fosse                            |                                                                                       | 47° 59′ 35″ nord, 4° 17′ 49″ est               | « PA00078025 »                                 | Inscrit                                        | 1926                                           | Église Saint-Valentin                                             |
| Église de l'Exaltation-de-la-Sainte-Croix                         | Bailly-le-Franc                             |                                                                                       | 48° 31′ 21″ nord, 4° 39′ 15″ est               | « PA00078026 »                                 | Inscrit                                        | 1926                                           | Église de l'Exaltation-de-la-Sainte-Croix                         |
| Église Saint-Pierre-et-Saint-Paul                                 | Balignicourt                                |                                                                                       | 48° 30′ 58″ nord, 4° 27′ 35″ est               | « PA00078027 »                                 | Classé                                         | 1984                                           | Église Saint-Pierre-et-Saint-Paul                                 |
| Presbytère                                                        | Balignicourt                                | C.D. 56 Chemin rural du château                                                       | 48° 30′ 52″ nord, 4° 27′ 17″ est               | « PA00078028 »                                 | Inscrit                                        | 1984                                           | Image manquante Téléverser                                        |
| Château                                                           | Barberey-Saint-Sulpice                      |                                                                                       | 48° 20′ 15″ nord, 4° 02′ 15″ est               | « PA00078048 »                                 | Inscrit Classé Inscrit                         | 1930 1980 2001                                 | Château                                                           |
| Église Saint-Sulpice                                              | Barberey-Saint-Sulpice                      |                                                                                       | 48° 20′ 16″ nord, 4° 02′ 03″ est               | « PA00078049 »                                 | Inscrit                                        | 1925                                           | Église Saint-Sulpice                                              |
| Pont-canal                                                        | Barberey-Saint-Sulpice                      |                                                                                       | 48° 20′ 08″ nord, 4° 02′ 45″ est               | « PA00078050 »                                 | Inscrit                                        | 1984                                           | Pont-canal                                                        |
| Allée couverte des Grèves de Frécul                               | Barbuise                                    | Anciennement: les Grèves de Fraicul. Actuellement: Cour du Musée Saint-Loup à Troyes. | 48° 18′ 03″ nord, 4° 04′ 49″ est               | « PA00125372 »                                 | Inscrit                                        | 1993                                           | Allée couverte des Grèves de Frécul                               |
| Hôtel de ville                                                    | Bar-sur-Aube                                | Place Carnot                                                                          | 48° 14′ 00″ nord, 4° 42′ 20″ est               | « PA00078029 »                                 | Inscrit                                        | 1972                                           | Hôtel de ville                                                    |
| Église Saint-Maclou                                               | Bar-sur-Aube                                |                                                                                       | 48° 13′ 53″ nord, 4° 42′ 25″ est               | « PA00078030 »                                 | Classé                                         | 1840                                           | Église Saint-Maclou                                               |
| Église Saint-Pierre                                               | Bar-sur-Aube                                |                                                                                       | 48° 14′ 00″ nord, 4° 42′ 31″ est               | « PA00078031 »                                 | Classé                                         | 1840                                           | Église Saint-Pierre                                               |
| Hôtel des comtes de Brienne                                       | Bar-sur-Aube                                | 15, 17 rue Saint-Pierre 4 rue Delaunay                                                | 48° 14′ 00″ nord, 4° 42′ 27″ est               | « PA00078032 »                                 | Inscrit                                        | 1972                                           | Hôtel des comtes de Brienne                                       |
| Hôtel de sous-préfecture                                          | Bar-sur-Aube                                | Rue du Collège                                                                        | 48° 13′ 52″ nord, 4° 42′ 28″ est               | « PA00078042 »                                 | Inscrit                                        | 1930                                           | Hôtel de sous-préfecture                                          |
| Immeuble                                                          | Bar-sur-Aube                                | 1 petite rue Saint-Pierre                                                             | 48° 13′ 59″ nord, 4° 42′ 28″ est               | « PA00078035 »                                 | Inscrit                                        | 1972                                           | Immeuble                                                          |
| Le Petit-Clairvaux                                                | Bar-sur-Aube                                | 24 rue Beugnot Rue du Général-Vouillemont Rue Le Tellier                              | 48° 13′ 58″ nord, 4° 42′ 32″ est               | « PA00078033 »                                 | Inscrit                                        | 1972                                           | Le Petit-Clairvaux                                                |
| Immeuble                                                          | Bar-sur-Aube                                | 4 rue Saint-Pierre                                                                    | 48° 14′ 02″ nord, 4° 42′ 25″ est               | « PA00078036 »                                 | Classé                                         | 1979                                           | Immeuble                                                          |
| Immeuble                                                          | Bar-sur-Aube                                | 79 rue Nationale                                                                      | 48° 13′ 57″ nord, 4° 42′ 27″ est               | « PA00078034 »                                 | Classé                                         | 1972                                           | Image manquante Téléverser                                        |
| Maison                                                            | Bar-sur-Aube                                | 33 rue d'Aube                                                                         | 48° 13′ 53″ nord, 4° 42′ 17″ est               | « PA00078038 »                                 | Inscrit                                        | 1963                                           | Maison                                                            |
| Maison                                                            | Bar-sur-Aube                                | 44 rue d'Aube                                                                         | 48° 13′ 54″ nord, 4° 42′ 16″ est               | « PA00078039 »                                 | Inscrit                                        | 1963                                           | Maison                                                            |
| Maison des Trois Tours                                            | Bar-sur-Aube                                | 9 rue des Trois-Tours                                                                 | 48° 13′ 47″ nord, 4° 42′ 39″ est               | « PA00078037 »                                 | Inscrit                                        | 1983                                           | Maison des Trois Tours                                            |
| Oppidum                                                           | Bar-sur-Aube                                | Colline Sainte-Germaine                                                               | 48° 13′ 13″ nord, 4° 41′ 53″ est               | « PA00078040 »                                 | Inscrit                                        | 1980                                           | Image manquante Téléverser                                        |
| Prieuré                                                           | Bar-sur-Aube                                | 16 rue du Prieuré                                                                     | 48° 14′ 01″ nord, 4° 42′ 31″ est               | « PA00078041 »                                 | Classé                                         | 1965                                           | Prieuré                                                           |
| Château des comtes de Bar                                         | Bar-sur-Seine                               |                                                                                       | 48° 06′ 49″ nord, 4° 22′ 21″ est               | « PA00078044 »                                 | Inscrit                                        | 1982                                           | Château des comtes de Bar                                         |
| Domaine de Villeneuve                                             | Bar-sur-Seine                               | Hameau de Villeneuve                                                                  | 48° 05′ 45″ nord, 4° 22′ 48″ est               | « PA00132583 »                                 | Inscrit                                        | 1994                                           | Domaine de Villeneuve                                             |
| Commanderie d'Avalleur                                            | Bar-sur-Seine                               |                                                                                       | 48° 05′ 54″ nord, 4° 21′ 02″ est               | « PA00078043 »                                 | Classé                                         | 1921                                           | Commanderie d'Avalleur                                            |
| Église Saint-Étienne                                              | Bar-sur-Seine                               |                                                                                       | 48° 06′ 54″ nord, 4° 22′ 32″ est               | « PA00078045 »                                 | Classé                                         | 1907                                           | Église Saint-Étienne                                              |
| Maison à pans de bois                                             | Bar-sur-Seine                               | Rue Victor-Hugo Rue Thiers                                                            | 48° 06′ 52″ nord, 4° 22′ 32″ est               | « PA00078046 »                                 | Inscrit                                        | 1926                                           | Maison à pans de bois                                             |
| Porte de Châtillon                                                | Bar-sur-Seine                               |                                                                                       | 48° 06′ 32″ nord, 4° 22′ 30″ est               | « PA00078047 »                                 | Inscrit                                        | 1926                                           | Porte de Châtillon                                                |
| Pierre Couverte                                                   | Dolmen de Bercenay-le-Hayer                 | Chemin de Marcilly                                                                    | 48° 21′ 14″ nord, 3° 37′ 04″ est               | « PA00078287 »                                 | Classé                                         | 1959                                           | Pierre Couverte                                                   |
| Ferme de la Borde                                                 | Bayel                                       | Ferme de la Borde                                                                     | 48° 10′ 59″ nord, 4° 47′ 52″ est               | « PA00125373 »                                 | Inscrit                                        | 1993                                           | Image manquante Téléverser                                        |
| Église Notre-Dame-de-la-Nativité                                  | Bérulle                                     |                                                                                       | 48° 10′ 38″ nord, 3° 39′ 44″ est               | « PA00078051 »                                 | Classé                                         | 1840                                           | Église Notre-Dame-de-la-Nativité                                  |
| Tronçons de voies romaines de Langres à Remps et de Troyes à Naix | Bétignicourt                                |                                                                                       | 48° 26′ 05″ nord, 4° 27′ 19″ est               | « PA00078052 »                                 | Inscrit                                        | 1982                                           | Image manquante Téléverser                                        |
| Église Saint-Symphorien                                           | Bligny                                      |                                                                                       | 48° 10′ 18″ nord, 4° 37′ 02″ est               | « PA00078317 »                                 | Inscrit                                        | 1989                                           | Église Saint-Symphorien                                           |
| Château                                                           | Bossancourt                                 |                                                                                       | 48° 16′ 57″ nord, 4° 36′ 02″ est               | « PA00078053 »                                 | Inscrit                                        | 1982                                           | Image manquante Téléverser                                        |
| Église Saint-Laurent                                              | Bouilly                                     |                                                                                       | 48° 11′ 35″ nord, 3° 59′ 53″ est               | « PA00078054 »                                 | Classé                                         | 1909                                           | Église Saint-Laurent                                              |
| Église Saint-Vallier                                              | Bourguignons                                |                                                                                       | 48° 07′ 50″ nord, 4° 21′ 26″ est               | « PA00078055 »                                 | Inscrit                                        | 1926                                           | Église Saint-Vallier                                              |
| Église Saint-Loup                                                 | Bouy-Luxembourg                             |                                                                                       | 48° 22′ 39″ nord, 4° 15′ 30″ est               | « PA00078056 »                                 | Classé                                         | 1980                                           | Église Saint-Loup                                                 |
| Abbaye de Basse-Fontaine                                          | Brienne-la-Vieille                          |                                                                                       | 48° 22′ 27″ nord, 4° 30′ 10″ est               | « PA00078057 »                                 | Inscrit                                        | 1926                                           | Abbaye de Basse-Fontaine                                          |
| Croix de carrefour                                                | Brienne-la-Vieille                          | Entrée de la commune                                                                  | 48° 22′ 44″ nord, 4° 31′ 46″ est               | « PA00078058 »                                 | Classé                                         | 1916                                           | Croix de carrefour                                                |
| Église Saint-Pierre-aux-Liens                                     | Brienne-la-Vieille                          |                                                                                       | 48° 22′ 25″ nord, 4° 31′ 46″ est               | « PA00078059 »                                 | Classé                                         | 1907                                           | Église Saint-Pierre-aux-Liens                                     |
| Tronçons de voies romaines de Langres à Remps et de Troyes à Naix | Brienne-la-Vieille                          |                                                                                       | 48° 20′ 21″ nord, 4° 33′ 53″ est               | « PA00078061 »                                 | Inscrit                                        | 1982                                           | Tronçons de voies romaines de Langres à Remps et de Troyes à Naix |
| Château                                                           | Brienne-le-Château                          |                                                                                       | 48° 23′ 30″ nord, 4° 31′ 14″ est               | « PA00078062 »                                 | Inscrit                                        | 1935 2023                                      | Château                                                           |
| Croix de mission                                                  | Brienne-le-Château                          | Près de la tour de l'église                                                           | 48° 23′ 37″ nord, 4° 31′ 35″ est               | « PA00078063 »                                 | Inscrit                                        | 1930                                           | Croix de mission                                                  |
| École militaire                                                   | Brienne-le-Château                          |                                                                                       | 48° 23′ 20″ nord, 4° 31′ 41″ est               | « PA00078064 »                                 | Classé                                         | 1933                                           | École militaire                                                   |
| Église Saint-Pierre-et-Saint-Paul                                 | Brienne-le-Château                          |                                                                                       | 48° 23′ 37″ nord, 4° 31′ 37″ est               | « PA00078065 »                                 | Classé                                         | 1895                                           | Église Saint-Pierre-et-Saint-Paul                                 |
| Halles                                                            | Brienne-le-Château                          |                                                                                       | 48° 23′ 30″ nord, 4° 31′ 29″ est               | « PA00078066 »                                 | Classé                                         | 1930                                           | Halles                                                            |
| Hôpital                                                           | Brienne-le-Château                          | Avenue conduisant au château                                                          | 48° 23′ 37″ nord, 4° 31′ 30″ est               | « PA00078067 »                                 | Inscrit                                        | 1941                                           | Hôpital                                                           |
| Statue de Napoléon et hôtel de ville                              | Brienne-le-Château                          |                                                                                       | 48° 23′ 35″ nord, 4° 31′ 34″ est               | « PA00135305 »                                 | Inscrit                                        | 1995                                           | Statue de Napoléon et hôtel de ville                              |
| Tronçons de voies romaines de Langres à Remps et de Troyes à Naix | Brienne-le-Château                          |                                                                                       | 48° 24′ 31″ nord, 4° 30′ 55″ est               | « PA00078068 »                                 | Inscrit                                        | 1982                                           | Image manquante Téléverser                                        |
| Château de Bucey-en-Othe                                          | Bucey-en-Othe                               | Rue du Chaillotat                                                                     | 48° 15′ 49″ nord, 3° 51′ 40″ est               | « PA10000021 »                                 | Inscrit                                        | 2005                                           | Château de Bucey-en-Othe                                          |
| Château                                                           | Chacenay                                    |                                                                                       | 48° 06′ 48″ nord, 4° 31′ 47″ est               | « PA00078069 »                                 | Inscrit Classé                                 | 1926 1989 1990                                 | Château                                                           |
| Château de La Chaise                                              | La Chaise                                   |                                                                                       | 48° 21′ 46″ nord, 4° 39′ 39″ est               | « PA10000011 »                                 | Inscrit                                        | 2000                                           | Image manquante Téléverser                                        |
| Église de l'Immaculée-Conception                                  | Chamoy                                      |                                                                                       | 48° 07′ 08″ nord, 3° 58′ 10″ est               | « PA00078070 »                                 | Inscrit                                        | 1926                                           | Église de l'Immaculée-Conception                                  |
| Chapelle de l'Annonciation                                        | Champignol-lez-Mondeville                   | Mondeville                                                                            | 48° 08′ 24″ nord, 4° 41′ 21″ est               | « PA00078071 »                                 | Inscrit                                        | 1927                                           | Chapelle de l'Annonciation                                        |
| Grange de Sermoise                                                | Champignol-lez-Mondeville                   |                                                                                       | 48° 06′ 52″ nord, 4° 38′ 48″ est               | « PA10000015 »                                 | Inscrit                                        | 2001                                           | Image manquante Téléverser                                        |
| Maison seigneuriale                                               | Champignol-lez-Mondeville                   | 3 place de la Mairie                                                                  | 48° 08′ 25″ nord, 4° 40′ 32″ est               | « PA10000026 »                                 | Inscrit                                        | 2010                                           | Image manquante Téléverser                                        |
| Église Saint-Jean-Baptiste                                        | Chaource                                    |                                                                                       | 48° 03′ 29″ nord, 4° 08′ 12″ est               | « PA00078072 »                                 | Classé                                         | 1840                                           | Église Saint-Jean-Baptiste                                        |
| Église Saint-Luc                                                  | La Chapelle-Saint-Luc                       |                                                                                       | 48° 19′ 26″ nord, 4° 02′ 50″ est               | « PA00078073 »                                 | Classé                                         | 1907                                           | Église Saint-Luc                                                  |
| Église Saint-Pierre-ès-Liens                                      | Chapelle-Vallon                             |                                                                                       | 48° 26′ 08″ nord, 4° 02′ 24″ est               | « PA00078074 »                                 | Classé                                         | 1987                                           | Église Saint-Pierre-ès-Liens                                      |
| Église Saint-Loup                                                 | Chappes                                     |                                                                                       | 48° 10′ 00″ nord, 4° 14′ 45″ est               | « PA00078075 »                                 | Classé                                         | 1840                                           | Église Saint-Loup                                                 |
| Château                                                           | Charmont-sous-Barbuise                      |                                                                                       | 48° 24′ 45″ nord, 4° 10′ 09″ est               | « PA00078076 »                                 | Inscrit                                        | 1988                                           | Château                                                           |
| Église de l'Assomption-de-la-Vierge                               | Charmont-sous-Barbuise                      | Fontaine-Luyères                                                                      | 48° 23′ 57″ nord, 4° 11′ 10″ est               | « PA00078078 »                                 | Inscrit                                        | 1972                                           | Image manquante Téléverser                                        |
| Église Saint-Symphorien                                           | Charmont-sous-Barbuise                      |                                                                                       | 48° 24′ 41″ nord, 4° 10′ 11″ est               | « PA00078077 »                                 | Classé                                         | 1928                                           | Église Saint-Symphorien                                           |
| Église Saint-Marcel-et-Notre-Dame-de-l'Assomption                 | Chauffour-lès-Bailly                        |                                                                                       | 48° 11′ 48″ nord, 4° 19′ 45″ est               | « PA00078079 »                                 | Inscrit                                        | 1926                                           | Église Saint-Marcel-et-Notre-Dame-de-l'Assomption                 |
| Église Saint-Gengoul                                              | Chavanges                                   |                                                                                       | 48° 31′ 46″ nord, 4° 34′ 11″ est               | « PA00078081 »                                 | Inscrit                                        | 1988                                           | Église Saint-Gengoul                                              |
| Église Saint-Georges                                              | Chavanges                                   |                                                                                       | 48° 30′ 29″ nord, 4° 34′ 24″ est               | « PA00078080 »                                 | Classé                                         | 1907                                           | Église Saint-Georges                                              |
| Maison à pans de bois                                             | Chavanges                                   | Rue du Gillard                                                                        | 48° 30′ 30″ nord, 4° 34′ 23″ est               | « PA00078082 »                                 | Inscrit                                        | 1928                                           | Maison à pans de bois                                             |
| Église Saint-Martin                                               | Chennegy                                    |                                                                                       | 48° 13′ 28″ nord, 3° 51′ 17″ est               | « PA00078320 »                                 | Inscrit                                        | 1990                                           | Église Saint-Martin                                               |
| Église Saint-Victor                                               | Chervey                                     |                                                                                       | 48° 07′ 28″ nord, 4° 29′ 31″ est               | « PA00078083 »                                 | Classé                                         | 1987                                           | Église Saint-Victor                                               |
| Église Notre-Dame-de-l'Assomption                                 | Chessy-les-Prés                             |                                                                                       | 48° 01′ 34″ nord, 3° 54′ 47″ est               | « PA00078084 »                                 | Inscrit                                        | 1925                                           | Église Notre-Dame-de-l'Assomption                                 |
| Église Saint-Pierre-aux-Liens                                     | Clérey                                      |                                                                                       | 48° 12′ 30″ nord, 4° 11′ 28″ est               | « PA00078085 »                                 | Inscrit                                        | 1926                                           | Église Saint-Pierre-aux-Liens                                     |
| Église Saint-Maurice                                              | Coclois                                     |                                                                                       | 48° 28′ 31″ nord, 4° 20′ 19″ est               | « PA00078086 »                                 | Inscrit                                        | 1926                                           | Église Saint-Maurice                                              |
| Croix de cimetière                                                | Colombé-la-Fosse                            |                                                                                       | 48° 15′ 51″ nord, 4° 47′ 25″ est               | « PA00078087 »                                 | Inscrit                                        | 1987                                           | Image manquante Téléverser                                        |
| Église Saint-Louvent                                              | Colombé-la-Fosse                            |                                                                                       | 48° 15′ 52″ nord, 4° 47′ 26″ est               | « PA00078088 »                                 | Inscrit                                        | 1987                                           | Image manquante Téléverser                                        |
| Ferme cellier (ancienne abbaye de Clairvaux)                      | Colombé-le-Sec                              |                                                                                       | 48° 15′ 18″ nord, 4° 47′ 02″ est               | « PA00078089 »                                 | Classé Inscrit                                 | 1919 1928                                      | Image manquante Téléverser                                        |
| Église Saint-Martin                                               | Colombé-le-Sec                              |                                                                                       | 48° 15′ 19″ nord, 4° 47′ 48″ est               | « PA00078090 »                                 | Inscrit                                        | 1926                                           | Église Saint-Martin                                               |
| Église Notre-Dame                                                 | Courtaoult                                  |                                                                                       | 48° 01′ 28″ nord, 3° 51′ 40″ est               | « PA00078091 »                                 | Inscrit                                        | 1926                                           | Église Notre-Dame                                                 |
| Église Saint-Pierre-ès-Liens                                      | Courtenot                                   |                                                                                       | 48° 08′ 55″ nord, 4° 18′ 09″ est               | « PA00078092 »                                 | Inscrit                                        | 1926                                           | Église Saint-Pierre-ès-Liens                                      |
| Chapelle Saint-Jacques                                            | Coussegrey                                  | Route de Coussegrey à Prusy                                                           | 47° 57′ 35″ nord, 4° 01′ 15″ est               | « PA00078093 »                                 | Inscrit                                        | 1925                                           | Chapelle Saint-Jacques                                            |
| Église Saint-Aventin                                              | Creney-près-Troyes                          |                                                                                       | 48° 19′ 59″ nord, 4° 07′ 39″ est               | « PA00078094 »                                 | Classé                                         | 1907                                           | Église Saint-Aventin                                              |
| Église Saint-Léger                                                | Cussangy                                    |                                                                                       | 48° 00′ 47″ nord, 4° 06′ 11″ est               | « PA00078095 »                                 | Inscrit                                        | 1926                                           | Église Saint-Léger                                                |
| Château                                                           | Dampierre                                   |                                                                                       | 48° 33′ 04″ nord, 4° 21′ 52″ est               | « PA00078096 »                                 | Classé                                         | 1929                                           | Château                                                           |
| Église Saint-Pierre-et-Saint-Paul                                 | Dampierre                                   |                                                                                       | 48° 33′ 04″ nord, 4° 22′ 03″ est               | « PA00078097 »                                 | Classé                                         | 1913                                           | Église Saint-Pierre-et-Saint-Paul                                 |
| Cimetière                                                         | Dienville                                   |                                                                                       | 48° 21′ 01″ nord, 4° 32′ 10″ est               | « PA00078098 »                                 | Classé                                         | 1980                                           | Image manquante Téléverser                                        |
| Église Saint-Quentin                                              | Dienville                                   |                                                                                       | 48° 20′ 57″ nord, 4° 31′ 55″ est               | « PA00078099 »                                 | Classé                                         | 1907                                           | Église Saint-Quentin                                              |
| Église Saint-Amand                                                | Donnement                                   |                                                                                       | 48° 30′ 45″ nord, 4° 26′ 12″ est               | « PA00078100 »                                 | Inscrit                                        | 1987                                           | Église Saint-Amand                                                |
| Château                                                           | Droupt-Saint-Basle                          |                                                                                       | 48° 28′ 49″ nord, 3° 56′ 09″ est               | « PA00078101 »                                 | Inscrit Inscrit Inscrit                        | 1987 1993 2011                                 | Château                                                           |
| Église Saint-Léonard-et-Saint-Basle                               | Droupt-Saint-Basle                          | Rue du Jeu-de-Paume                                                                   | 48° 28′ 44″ nord, 3° 56′ 17″ est               | « PA00078102 »                                 | Inscrit                                        | 1986                                           | Église Saint-Léonard-et-Saint-Basle                               |
| Église de la Nativité-de-la-Vierge                                | Droupt-Sainte-Marie                         |                                                                                       | 48° 29′ 39″ nord, 3° 55′ 26″ est               | « PA00078103 »                                 | Inscrit                                        | 1937                                           | Église de la Nativité-de-la-Vierge                                |
| Château                                                           | Éclance                                     |                                                                                       | 48° 18′ 28″ nord, 4° 38′ 00″ est               | « PA00078104 »                                 | Inscrit                                        | 1982                                           | Image manquante Téléverser                                        |
| Église Saint-Pierre-ès-Liens                                      | Ervy-le-Châtel                              |                                                                                       | 48° 02′ 26″ nord, 3° 54′ 44″ est               | « PA00078105 »                                 | Classé                                         | 1914                                           | Église Saint-Pierre-ès-Liens                                      |
| Halle                                                             | Ervy-le-Châtel                              |                                                                                       | 48° 02′ 30″ nord, 3° 54′ 41″ est               | « PA00078106 »                                 | Inscrit                                        | 1947                                           | Halle                                                             |
| Porte Saint-Nicolas                                               | Ervy-le-Châtel                              |                                                                                       | 48° 02′ 29″ nord, 3° 54′ 45″ est               | « PA00078107 »                                 | Inscrit                                        | 1926                                           | Porte Saint-Nicolas                                               |
| Chapelle Saint-Bernard                                            | Essoyes                                     | Servigny                                                                              | 48° 02′ 59″ nord, 4° 30′ 30″ est               | « PA00078108 »                                 | Classé                                         | 1979                                           | Chapelle Saint-Bernard                                            |
| Église Saint-Loup                                                 | Estissac                                    | Thuisy                                                                                | 48° 16′ 00″ nord, 3° 48′ 30″ est               | « PA00078109 »                                 | Classé                                         | 1986                                           | Église Saint-Loup                                                 |
| Halle                                                             | Estissac                                    |                                                                                       | 48° 15′ 59″ nord, 3° 48′ 36″ est               | « PA00078321 »                                 | Inscrit                                        | 1990                                           | Halle                                                             |
| Croix de la fontaine Saint-Georges                                | Étourvy                                     |                                                                                       | 47° 57′ 21″ nord, 4° 07′ 57″ est               | « PA00078110 »                                 | Classé                                         | 1942                                           | Image manquante Téléverser                                        |
| Abbaye du Paraclet                                                | Ferreux-Quincey (également sur Saint-Aubin) |                                                                                       | 48° 28′ 01″ nord, 3° 34′ 11″ est               | « PA00078111 »                                 | Inscrit                                        | 1925                                           | Abbaye du Paraclet                                                |
| Église Saint-Benoît                                               | Feuges                                      |                                                                                       | 48° 23′ 48″ nord, 4° 06′ 22″ est               | « PA00078112 »                                 | Inscrit                                        | 1972                                           | Église Saint-Benoît                                               |
| Église Sainte-Agnès                                               | Fontaine-les-Grès                           |                                                                                       | 48° 25′ 38″ nord, 3° 55′ 02″ est               | « PA10000027 »                                 | Inscrit                                        | 2010                                           | Église Sainte-Agnès                                               |
| Château de Vaux                                                   | Fouchères                                   |                                                                                       | 48° 07′ 29″ nord, 4° 15′ 44″ est               | « PA00078113 »                                 | Classé Inscrit                                 | 1980 2020                                      | Château de Vaux                                                   |
| Croix de carrefour                                                | Fouchères                                   |                                                                                       | 48° 08′ 57″ nord, 4° 15′ 54″ est               | « PA00078114 »                                 | Classé                                         | 1897                                           | Croix de carrefour                                                |
| Croix de cimetière                                                | Fouchères                                   | Cimetière                                                                             | 48° 09′ 12″ nord, 4° 16′ 18″ est               | « PA00078115 »                                 | Inscrit                                        | 1926                                           | Croix de cimetière                                                |
| Église de la Nativité-de-la-Sainte-Vierge                         | Fouchères                                   |                                                                                       | 48° 09′ 13″ nord, 4° 16′ 02″ est               | « PA00078116 »                                 | Classé                                         | 1840                                           | Église de la Nativité-de-la-Sainte-Vierge                         |
| Pont sur la Seine                                                 | Fouchères                                   |                                                                                       | 48° 08′ 58″ nord, 4° 15′ 56″ est               | « PA00078117 »                                 | Inscrit                                        | 1926                                           | Pont sur la Seine                                                 |
| Château du Plessis                                                | Fresnoy-le-Château                          |                                                                                       | 48° 13′ 19″ nord, 4° 13′ 31″ est               | « PA10000014 »                                 | Inscrit                                        | 2001                                           | Château du Plessis                                                |
| Château de Fuligny                                                | Fuligny                                     |                                                                                       | 48° 19′ 51″ nord, 4° 42′ 13″ est               | « PA10000020 »                                 | Inscrit                                        | 2003                                           | Château de Fuligny                                                |
| Église Saint-Pierre-Saint-Paul                                    | Les Grandes-Chapelles                       |                                                                                       | 48° 27′ 53″ nord, 4° 01′ 03″ est               | « PA00078118 »                                 | Classé                                         | 1990                                           | Église Saint-Pierre-Saint-Paul                                    |
| Église de Géraudot                                                | Géraudot                                    |                                                                                       | 48° 18′ 27″ nord, 4° 19′ 20″ est               | « PA10000033 »                                 | Inscrit                                        | 2015                                           | Église de Géraudot                                                |
| Église Saint-Martin                                               | Grandville                                  |                                                                                       | 48° 35′ 50″ nord, 4° 13′ 53″ est               | « PA00078119 »                                 | Classé                                         | 1913                                           | Image manquante Téléverser                                        |
| Église Saint-Nicolas                                              | Hampigny                                    |                                                                                       | 48° 27′ 20″ nord, 4° 35′ 25″ est               | « PA00078120 »                                 | Classé                                         | 1995                                           | Église Saint-Nicolas                                              |
| Église de l'Assomption                                            | Herbisse                                    |                                                                                       | 48° 37′ 24″ nord, 4° 06′ 50″ est               | « PA00078121 »                                 | Classé                                         | 1989                                           | Église de l'Assomption                                            |
| Église Saint-Martin                                               | Isle-Aubigny                                |                                                                                       | 48° 31′ 27″ nord, 4° 16′ 02″ est               | « PA10000025 »                                 | Inscrit                                        | 2009                                           | Église Saint-Martin                                               |
| Église Saint-Pierre et nécropoles                                 | Isle-Aumont                                 |                                                                                       | 48° 12′ 43″ nord, 4° 07′ 33″ est               | « PA00078122 »                                 | Classé                                         | 1967                                           | Église Saint-Pierre et nécropoles                                 |
| Chapelle Saint-Jean-Baptiste                                      | Jaucourt                                    |                                                                                       | 48° 15′ 34″ nord, 4° 38′ 50″ est               | « PA00132585 »                                 | Inscrit                                        | 1994                                           | Image manquante Téléverser                                        |
| Église de l'Assomption                                            | Javernant                                   |                                                                                       | 48° 09′ 40″ nord, 4° 00′ 01″ est               | « PA00078123 »                                 | Inscrit                                        | 1926                                           | Église de l'Assomption                                            |
| Croix de cimetière                                                | Joncreuil                                   |                                                                                       | 48° 31′ 20″ nord, 4° 36′ 48″ est               | « PA00078124 »                                 | Inscrit                                        | 1988                                           | Croix de cimetière                                                |
| Église Saint-Pierre-ès-Liens                                      | Joncreuil                                   |                                                                                       | 48° 31′ 20″ nord, 4° 36′ 49″ est               | « PA00078125 »                                 | Inscrit                                        | 1988                                           | Église Saint-Pierre-ès-Liens                                      |
| Église Saint-Louis                                                | Jully-sur-Sarce                             |                                                                                       | 48° 06′ 29″ nord, 4° 18′ 22″ est               | « PA00078126 »                                 | Inscrit                                        | 1926                                           | Église Saint-Louis                                                |
| Église Saint-Gengoult                                             | Juvanzé                                     |                                                                                       | 48° 19′ 01″ nord, 4° 33′ 46″ est               | « PA10000019 »                                 | Inscrit                                        | 2003                                           | Église Saint-Gengoult                                             |
| Tronçons de voies romaines de Langres à Remps et de Troyes à Naix | Juvanzé                                     |                                                                                       | 48° 19′ 18″ nord, 4° 34′ 47″ est               | « PA00078127 »                                 | Inscrit                                        | 1982                                           | Image manquante Téléverser                                        |
| Église Saint-Pierre-ès-Liens                                      | Laines-aux-Bois                             |                                                                                       | 48° 14′ 05″ nord, 3° 59′ 37″ est               | « PA00078128 »                                 | Classé                                         | 1955                                           | Église Saint-Pierre-ès-Liens                                      |
| Église de l'Assomption-de-la-Vierge                               | Landreville                                 |                                                                                       | 48° 04′ 24″ nord, 4° 28′ 13″ est               | « PA00078129 »                                 | Classé                                         | 1989                                           | Église de l'Assomption-de-la-Vierge                               |
| Croix de cimetière                                                | Laubressel                                  |                                                                                       | 48° 17′ 54″ nord, 4° 12′ 49″ est               | « PA00078130 »                                 | Classé                                         | 1942                                           | Croix de cimetière                                                |
| Église Notre-Dame-de-l'Assomption                                 | Laubressel                                  |                                                                                       | 48° 17′ 54″ nord, 4° 12′ 50″ est               | « PA10000022 »                                 | Inscrit                                        | 2006                                           | Église Notre-Dame-de-l'Assomption                                 |
| Église Saint-Jacques-et-Saint-Philippe                            | Lentilles                                   |                                                                                       | 48° 29′ 01″ nord, 4° 36′ 39″ est               | « PA00078131 »                                 | Classé                                         | 1933                                           | Église Saint-Jacques-et-Saint-Philippe                            |
| Église Saint-Pierre-ès-Liens                                      | Lesmont                                     |                                                                                       | 48° 25′ 38″ nord, 4° 24′ 50″ est               | « PA00078132 »                                 | Inscrit                                        | 1982                                           | Église Saint-Pierre-ès-Liens                                      |
| Halle                                                             | Lesmont                                     |                                                                                       | 48° 25′ 38″ nord, 4° 24′ 50″ est               | « PA00078133 »                                 | Inscrit                                        | 1982                                           | Halle                                                             |
| Maison                                                            | Lesmont                                     | 2 place de la Libération                                                              | 48° 25′ 39″ nord, 4° 24′ 48″ est               | « PA00078134 »                                 | Inscrit                                        | 1954                                           | Image manquante Téléverser                                        |
| Maison à pans de bois                                             | Lesmont                                     | 2 Grande Rue Rue du Croc-Marotin                                                      | 48° 25′ 36″ nord, 4° 24′ 51″ est               | « PA00078135 »                                 | Inscrit                                        | 1982                                           | Image manquante Téléverser                                        |
| Tronçons de voies romaines de Langres à Remps et de Troyes à Naix | Lesmont                                     |                                                                                       | 48° 26′ 05″ nord, 4° 27′ 19″ est               | « PA00078136 »                                 | Inscrit                                        | 1982                                           | Image manquante Téléverser                                        |
| Église Sainte-Tanche                                              | Lhuître                                     |                                                                                       | 48° 34′ 15″ nord, 4° 14′ 57″ est               | « PA00078137 »                                 | Classé                                         | 1862                                           | Église Sainte-Tanche                                              |
| Église Saint-Martin                                               | Lignières                                   |                                                                                       | 47° 57′ 04″ nord, 3° 58′ 01″ est               | « PA00078138 »                                 | Inscrit Classé                                 | 1925 1938                                      | Église Saint-Martin                                               |
| Domaine de La Pipière                                             | Lignol-le-Château                           |                                                                                       | 48° 12′ 34″ nord, 4° 46′ 46″ est               | « PA10000035 »                                 | Inscrit                                        | 2016                                           | Image manquante Téléverser                                        |
| Pont sur l'Ource                                                  | Loches-sur-Ource                            |                                                                                       | 48° 03′ 42″ nord, 4° 29′ 54″ est               | « PA10000001 »                                 | Inscrit                                        | 1996                                           | Pont sur l'Ource                                                  |
| Grange d'Outre-Aube                                               | Longchamp-sur-Aujon                         | Outre-Aube                                                                            | 48° 08′ 41″ nord, 4° 47′ 53″ est               | « PA10000010 »                                 | Inscrit                                        | 1998                                           | Image manquante Téléverser                                        |
| Église Saint-Pierre                                               | Longpré-le-Sec                              |                                                                                       | 48° 11′ 13″ nord, 4° 31′ 26″ est               | « PA00078139 »                                 | Inscrit                                        | 1987                                           | Église Saint-Pierre                                               |
| Église Saint-Julien-l'Hospitalier-et-Saint-Blaise                 | Longsols                                    |                                                                                       | 48° 25′ 50″ nord, 4° 17′ 19″ est               | « PA00078140 »                                 | Inscrit                                        | 1926                                           | Église Saint-Julien-l'Hospitalier-et-Saint-Blaise                 |
| Église Saint-Jean-de-la-Porte-Latine                              | La Louptière-Thénard                        |                                                                                       | 48° 23′ 17″ nord, 3° 26′ 07″ est               | « PA00078141 »                                 | Inscrit                                        | 1948                                           | Église Saint-Jean-de-la-Porte-Latine                              |
| Église Saint-Julien                                               | Luyères                                     |                                                                                       | 48° 22′ 54″ nord, 4° 11′ 44″ est               | « PA00078142 »                                 | Classé                                         | 1958                                           | Église Saint-Julien                                               |
| Église Saint-Julien-l'Hospitalier                                 | Magnant                                     |                                                                                       | 48° 10′ 06″ nord, 4° 24′ 57″ est               | « PA00078143 »                                 | Inscrit                                        | 1926                                           | Église Saint-Julien-l'Hospitalier                                 |
| Église Saint-Vinebaud                                             | Magnicourt                                  |                                                                                       | 48° 27′ 05″ nord, 4° 22′ 50″ est               | « PA00135306 »                                 | Inscrit                                        | 1995                                           | Image manquante Téléverser                                        |
| Croix de chemin                                                   | Mailly-le-Camp                              | Nord-Ouest du village                                                                 | à géolocaliser                                 | « PA00078144 »                                 | Inscrit                                        | 1926                                           | Croix de chemin                                                   |
| Église Saint-Jean-Baptiste                                        | Mailly-le-Camp                              | Mailly-le-Petit                                                                       | 48° 40′ 31″ nord, 4° 11′ 34″ est               | « PA00078145 »                                 | Classé                                         | 1919                                           | Église Saint-Jean-Baptiste                                        |
| Église Saint-Julien-l'Hospitalier                                 | Maizières-lès-Brienne                       |                                                                                       | 48° 26′ 14″ nord, 4° 35′ 06″ est               | « PA00078146 »                                 | Inscrit                                        | 1926                                           | Église Saint-Julien-l'Hospitalier                                 |
| Château de Chavaudon                                              | Marcilly-le-Hayer                           |                                                                                       | 48° 19′ 19″ nord, 3° 37′ 38″ est               | « PA10000032 »                                 | Inscrit                                        | 2014                                           | Château de Chavaudon                                              |
| Dolmen des Blancs Fossés                                          | Marcilly-le-Hayer                           | La Pierre Couverte                                                                    | 48° 20′ 52″ nord, 3° 37′ 16″ est               | « PA00078147 »                                 | Classé                                         | 1936                                           | Dolmen des Blancs Fossés                                          |
| Dolmen de Vamprin                                                 | Marcilly-le-Hayer                           | La Pierre Couverte                                                                    | 48° 21′ 14″ nord, 3° 37′ 04″ est               | « PA00078148 »                                 | Classé                                         | 1936                                           | Dolmen de Vamprin                                                 |
| Église Saint-Leu-de-Sens                                          | Marcilly-le-Hayer                           |                                                                                       | 48° 20′ 50″ nord, 3° 37′ 59″ est               | « PA00078149 »                                 | Inscrit                                        | 1977                                           | Église Saint-Leu-de-Sens                                          |
| Pierres du Four gaulois et du Réservoir                           | Marcilly-le-Hayer                           | Bois de Chavaudon                                                                     | 48° 19′ 13″ nord, 3° 37′ 31″ est               | « PA00078150 »                                 | Classé                                         | 1959                                           | Image manquante Téléverser                                        |
| Église de l'Assomption                                            | Marnay-sur-Seine                            |                                                                                       | 48° 30′ 52″ nord, 3° 33′ 28″ est               | « PA00078151 »                                 | Classé                                         | 1990                                           | Église de l'Assomption                                            |
| Église Saint-Quentin                                              | Mathaux                                     |                                                                                       | 48° 22′ 24″ nord, 4° 28′ 37″ est               | « PA00078152 »                                 | Inscrit                                        | 1982                                           | Église Saint-Quentin                                              |
| Église Saint-Sulpice                                              | Mergey                                      |                                                                                       | 48° 23′ 17″ nord, 4° 00′ 15″ est               | « PA00078153 »                                 | Inscrit                                        | 1951                                           | Église Saint-Sulpice                                              |
| Ponts de la route royale Paris-Bâle                               | Le Mériot                                   |                                                                                       | à géolocaliser                                 | « PA10000003 »                                 | Inscrit                                        | 1996                                           | Ponts de la route royale Paris-Bâle                               |
| Ponts et chaussée surélevée du château de Jaillac                 | Le Mériot                                   |                                                                                       | 48° 30′ 19″ nord, 3° 27′ 08″ est               | « PA10000002 »                                 | Inscrit                                        | 1996                                           | Ponts et chaussée surélevée du château de Jaillac                 |
| Église Saint-André                                                | Mesnil-Saint-Père                           |                                                                                       | 48° 14′ 58″ nord, 4° 19′ 59″ est               | « PA00078154 »                                 | Inscrit                                        | 1982                                           | Église Saint-André                                                |
| Église de l'Assomption                                            | Metz-Robert                                 |                                                                                       | 48° 04′ 37″ nord, 4° 06′ 30″ est               | « PA00078155 »                                 | Inscrit                                        | 1926                                           | Église de l'Assomption                                            |
| Église Saint-Loup                                                 | Molins-sur-Aube                             |                                                                                       | 48° 26′ 13″ nord, 4° 22′ 52″ est               | « PA00078156 »                                 | Inscrit                                        | 1926                                           | Image manquante Téléverser                                        |
| Église Sainte-Croix                                               | Montgueux                                   |                                                                                       | 48° 18′ 20″ nord, 3° 57′ 27″ est               | « PA00078157 »                                 | Inscrit                                        | 1938                                           | Église Sainte-Croix                                               |
| Abbaye                                                            | Montiéramey                                 |                                                                                       | 48° 13′ 41″ nord, 4° 18′ 21″ est               | « PA10000016 »                                 | Inscrit                                        | 2001                                           | Abbaye                                                            |
| Église Notre-Dame-de-l'Assomption                                 | Montiéramey                                 |                                                                                       | 48° 13′ 49″ nord, 4° 18′ 28″ est               | « PA00078158 »                                 | Classé                                         | 1840                                           | Église Notre-Dame-de-l'Assomption                                 |
| Église de l'Assomption                                            | Montmorency-Beaufort                        |                                                                                       | 48° 29′ 10″ nord, 4° 33′ 48″ est               | « PA00078159 »                                 | Classé                                         | 1990                                           | Église de l'Assomption                                            |
| Commanderie de Fresnoy                                            | Montpothier                                 |                                                                                       | 48° 35′ 09″ nord, 3° 29′ 26″ est               | « PA00078160 »                                 | Classé                                         | 1994                                           | Image manquante Téléverser                                        |
| Église Saint-Gilles                                               | Montreuil-sur-Barse                         |                                                                                       | 48° 13′ 35″ nord, 4° 17′ 43″ est               | « PA00078161 »                                 | Classé                                         | 2002                                           | Église Saint-Gilles                                               |
| Maison                                                            | Montreuil-sur-Barse                         | 32 rue du Vingt-sept Août 1944                                                        | 48° 13′ 29″ nord, 4° 17′ 41″ est               | « PA10000004 »                                 | Classé                                         | 1997                                           | Image manquante Téléverser                                        |
| Château de La Motte-Tilly                                         | La Motte-Tilly                              |                                                                                       | 48° 28′ 02″ nord, 3° 25′ 53″ est               | « PA00078162 »                                 | Inscrit Classé                                 | 1943 1946                                      | Château de La Motte-Tilly                                         |
| Église Saint-Pierre-Saint-Paul                                    | La Motte-Tilly                              |                                                                                       | 48° 28′ 25″ nord, 3° 26′ 22″ est               | « PA00078163 »                                 | Inscrit                                        | 1962                                           | Image manquante Téléverser                                        |
| Église Saint-Martin                                               | Moussey                                     |                                                                                       | 48° 12′ 54″ nord, 4° 05′ 44″ est               | « PA00078164 »                                 | Inscrit                                        | 1926                                           | Église Saint-Martin                                               |
| Croix                                                             | Mussy-sur-Seine                             |                                                                                       | 47° 58′ 45″ nord, 4° 29′ 49″ est               | « PA00078165 »                                 | Classé                                         | 1909                                           | Croix                                                             |
| Église Saint-Pierre                                               | Mussy-sur-Seine                             |                                                                                       | 47° 58′ 44″ nord, 4° 29′ 46″ est               | « PA00078166 »                                 | Classé                                         | 1840                                           | Église Saint-Pierre                                               |
| Grenier à sel                                                     | Mussy-sur-Seine                             | 15-17 rue Victor-Hugo                                                                 | 47° 58′ 40″ nord, 4° 29′ 47″ est               | « PA00078167 »                                 | Inscrit                                        | 1984                                           | Image manquante Téléverser                                        |
| Tour du Boulevard                                                 | Mussy-sur-Seine                             | Ruelle du Boulevard                                                                   | 47° 58′ 36″ nord, 4° 30′ 02″ est               | « PA00078168 »                                 | Inscrit                                        | 1984                                           | Image manquante Téléverser                                        |
| Église de la Nativité-de-la-Vierge                                | Les Noës-près-Troyes                        |                                                                                       | 48° 18′ 07″ nord, 4° 02′ 31″ est               | « PA00078169 »                                 | Classé                                         | 1907                                           | Église de la Nativité-de-la-Vierge                                |
| Église de la Nativité-de-la-Vierge                                | Nogent-en-Othe                              |                                                                                       | 48° 08′ 34″ nord, 3° 48′ 23″ est               | « PA10000023 »                                 | Inscrit                                        | 2006                                           | Église de la Nativité-de-la-Vierge                                |
| Auditoire                                                         | Nogent-sur-Seine                            | Rue de l'Auditoire                                                                    | 48° 29′ 41″ nord, 3° 30′ 05″ est               | « PA00078170 »                                 | Inscrit                                        | 1928                                           | Image manquante Téléverser                                        |
| Ancien tribunal et prison de Nogent-sur-Seine                     | Nogent-sur-Seine                            | 2 rue des Capucins                                                                    | 48° 29′ 50″ nord, 3° 29′ 52″ est               | « PA10000034 »                                 | Inscrit                                        | 2015                                           | Ancien tribunal et prison de Nogent-sur-Seine                     |
| Église Saint-Laurent                                              | Nogent-sur-Seine                            |                                                                                       | 48° 29′ 33″ nord, 3° 29′ 56″ est               | « PA00078171 »                                 | Classé                                         | 1908                                           | Église Saint-Laurent                                              |
| Maison                                                            | Nogent-sur-Seine                            | 5 rue Saint-Époing                                                                    | 48° 29′ 39″ nord, 3° 30′ 03″ est               | « PA00078172 »                                 | Inscrit                                        | 1929                                           | Maison                                                            |
| Monument aux morts de Nogent-sur-Seine                            | Nogent-sur-Seine                            | Place d'Armes                                                                         | 48° 29′ 35″ nord, 3° 30′ 09″ est               | « PA10000029 »                                 | Inscrit                                        | 2011                                           | Monument aux morts de Nogent-sur-Seine                            |
| Pavillon de Henri IV                                              | Nogent-sur-Seine                            | Route de Sézanne                                                                      | 48° 29′ 52″ nord, 3° 29′ 54″ est               | « PA00078173 »                                 | Classé                                         | 1932                                           | Pavillon de Henri IV                                              |
| Ponts de la route royale Paris-Bâle                               | Nogent-sur-Seine                            |                                                                                       | à géolocaliser                                 | « PA10000005 »                                 | Inscrit                                        | 1996                                           | Ponts de la route royale Paris-Bâle                               |
| Église Saint-Parres                                               | Onjon                                       |                                                                                       | 48° 23′ 42″ nord, 4° 16′ 49″ est               | « PA00078174 »                                 | Inscrit                                        | 1987                                           | Église Saint-Parres                                               |
| Autel et croix                                                    | Pargues                                     | Ancien cimetière                                                                      | 48° 01′ 58″ nord, 4° 11′ 53″ est               | « PA00078175 »                                 | Inscrit                                        | 1925                                           | Autel et croix                                                    |
| Église de la Nativité-de-la-Vierge                                | Pargues                                     |                                                                                       | 48° 01′ 58″ nord, 4° 11′ 56″ est               | « PA00078176 »                                 | Classé                                         | 1988                                           | Église de la Nativité-de-la-Vierge                                |
| Éolienne de Pargues                                               | Pargues                                     | 3 bis rue de l'Orme                                                                   | 48° 01′ 52″ nord, 4° 11′ 52″ est               | « PA10000031 »                                 | Inscrit                                        | 2011                                           | Éolienne de Pargues                                               |
| Église Saint-Hubert                                               | Pars-lès-Chavanges                          |                                                                                       | 48° 30′ 26″ nord, 4° 29′ 50″ est               | « PA00078177 »                                 | Inscrit                                        | 1988                                           | Église Saint-Hubert                                               |
| Église de l'Assomption                                            | Pel-et-Der                                  |                                                                                       | 48° 24′ 13″ nord, 4° 24′ 54″ est               | « PA00078322 »                                 | Inscrit                                        | 1990                                           | Église de l'Assomption                                            |
| Église Saint-Rémy                                                 | Périgny-la-Rose                             |                                                                                       | 48° 32′ 52″ nord, 3° 37′ 31″ est               | « PA00078178 »                                 | Inscrit                                        | 1926                                           | Église Saint-Rémy                                                 |
| Chapelle de l'Assomption                                          | Piney                                       | Brantigny                                                                             | 48° 22′ 28″ nord, 4° 21′ 22″ est               | « PA00078179 »                                 | Classé                                         | 1987                                           | Chapelle de l'Assomption                                          |
| Chapelle Notre-Dame-des-Ormes                                     | Piney                                       |                                                                                       | 48° 21′ 51″ nord, 4° 19′ 23″ est               | « PA00078180 »                                 | Inscrit                                        | 1927                                           | Chapelle Notre-Dame-des-Ormes                                     |
| Halle                                                             | Piney                                       |                                                                                       | 48° 21′ 49″ nord, 4° 19′ 57″ est               | « PA00078181 »                                 | Classé                                         | 1972                                           | Halle                                                             |
| Croix de cimetière                                                | Poivres                                     |                                                                                       | 48° 41′ 03″ nord, 4° 15′ 29″ est               | « PA00078182 »                                 | Classé                                         | 1912                                           | Croix de cimetière                                                |
| Église Saint-Antoine                                              | Poivres                                     |                                                                                       | 48° 41′ 04″ nord, 4° 15′ 31″ est               | « PA00078183 »                                 | Classé                                         | 1912                                           | Église Saint-Antoine                                              |
| Église Saint-Denis                                                | Polisot                                     |                                                                                       | 48° 04′ 19″ nord, 4° 22′ 33″ est               | « PA00078184 »                                 | Classé                                         | 1936                                           | Église Saint-Denis                                                |
| Château de Polisy                                                 | Polisy                                      |                                                                                       | 48° 03′ 49″ nord, 4° 22′ 49″ est               | « PA10000030 »                                 | Inscrit Inscrit                                | 2011 2011                                      | Château de Polisy                                                 |
| Croix de carrefour                                                | Polisy                                      | Chemin de Polisy à Arrelles                                                           | 48° 03′ 45″ nord, 4° 22′ 30″ est               | « PA00078185 »                                 | Classé                                         | 2011                                           | Croix de carrefour                                                |
| Église Saint-Félix                                                | Polisy                                      |                                                                                       | 48° 03′ 47″ nord, 4° 22′ 52″ est               | « PA00078186 »                                 | Inscrit                                        | 1926                                           | Église Saint-Félix                                                |
| Église de l'Assomption-de-la-Vierge                               | Pont-Sainte-Marie                           |                                                                                       | 48° 19′ 05″ nord, 4° 05′ 35″ est               | « PA00078187 »                                 | Classé                                         | 1895                                           | Église de l'Assomption-de-la-Vierge                               |
| Église Saint-Martin                                               | Pont-sur-Seine                              |                                                                                       | 48° 31′ 03″ nord, 3° 35′ 49″ est               | « PA00078188 »                                 | Classé                                         | 1963                                           | Église Saint-Martin                                               |
| Église Saint-Pierre                                               | Pouan-les-Vallées                           |                                                                                       | 48° 32′ 35″ nord, 4° 03′ 54″ est               | « PA00078189 »                                 | Classé                                         | 1913                                           | Image manquante Téléverser                                        |
| Château                                                           | Pouy-sur-Vannes                             |                                                                                       | 48° 18′ 10″ nord, 3° 35′ 27″ est               | « PA00078190 »                                 | Inscrit                                        | 1969                                           | Image manquante Téléverser                                        |
| Église Saint-Parres                                               | Praslin                                     |                                                                                       | 48° 02′ 47″ nord, 4° 11′ 57″ est               | « PA00078191 »                                 | Inscrit                                        | 1926                                           | Église Saint-Parres                                               |
| Église Saint-Martin                                               | Précy-Saint-Martin                          |                                                                                       | 48° 25′ 02″ nord, 4° 26′ 49″ est               | « PA00078192 »                                 | Inscrit                                        | 1986                                           | Église Saint-Martin                                               |
| Tronçons de voies romaines de Langres à Remps et de Troyes à Naix | Précy-Saint-Martin                          |                                                                                       | 48° 26′ 05″ nord, 4° 27′ 19″ est               | « PA00078193 »                                 | Inscrit                                        | 1982                                           | Image manquante Téléverser                                        |
| Église Saint-Laurent                                              | Prémierfait                                 |                                                                                       | 48° 30′ 08″ nord, 4° 01′ 35″ est               | « PA00078194 »                                 | Inscrit                                        | 1937                                           | Église Saint-Laurent                                              |
| Église de l'Assomption-de-la-Vierge                               | Proverville                                 |                                                                                       | 48° 13′ 54″ nord, 4° 41′ 43″ est               | « PA10000017 »                                 | Inscrit                                        | 2001                                           | Église de l'Assomption-de-la-Vierge                               |
| Église de l'Assomption                                            | Puits-et-Nuisement                          | Puits                                                                                 | 48° 12′ 43″ nord, 4° 29′ 58″ est               | « PA00078318 »                                 | Inscrit                                        | 1990                                           | Église de l'Assomption                                            |
| Église Saint-Éloi                                                 | Racines                                     |                                                                                       | 48° 03′ 01″ nord, 3° 50′ 41″ est               | « PA00078195 »                                 | Inscrit                                        | 1976                                           | Église Saint-Éloi                                                 |
| Église Saint-Félix-de-Nole                                        | Ramerupt                                    |                                                                                       | 48° 30′ 52″ nord, 4° 19′ 02″ est               | « PA00078205 »                                 | Inscrit                                        | 1926                                           | Église Saint-Félix-de-Nole                                        |
| Chapelle Saint-Sébastien                                          | Les Riceys                                  | Ricey-Haut                                                                            | 47° 58′ 52″ nord, 4° 21′ 36″ est               | « PA00078196 »                                 | Inscrit                                        | 1980                                           | Chapelle Saint-Sébastien                                          |
| Château du Clos-Saint-Roch                                        | Les Riceys                                  | Ricey-Bas-Ouest                                                                       | 48° 00′ 23″ nord, 4° 21′ 56″ est               | « PA00078198 »                                 | Inscrit                                        | 1988                                           | Château du Clos-Saint-Roch                                        |
| Château de Ricey-Bas                                              | Les Riceys                                  | Ricey-Bas, rue de l'Isle                                                              | 48° 00′ 18″ nord, 4° 22′ 13″ est               | « PA00078197 »                                 | Inscrit Classé                                 | 1967 1979 1985                                 | Château de Ricey-Bas                                              |
| Église Saint-Jean-Baptiste                                        | Les Riceys                                  |                                                                                       | 47° 59′ 38″ nord, 4° 22′ 10″ est               | « PA00078200 »                                 | Classé                                         | 1919                                           | Église Saint-Jean-Baptiste                                        |
| Église Saint-Pierre-ès-Liens                                      | Les Riceys                                  |                                                                                       | 48° 00′ 17″ nord, 4° 22′ 08″ est               | « PA00078199 »                                 | Classé                                         | 1840                                           | Église Saint-Pierre-ès-Liens                                      |
| Église Saint-Vincent                                              | Les Riceys                                  |                                                                                       | 47° 59′ 09″ nord, 4° 21′ 55″ est               | « PA00078201 »                                 | Classé                                         | 1913                                           | Église Saint-Vincent                                              |
| Halle                                                             | Les Riceys                                  |                                                                                       | 47° 59′ 19″ nord, 4° 21′ 43″ est               | « PA00078202 »                                 | Inscrit                                        | 1980                                           | Halle                                                             |
| Maison                                                            | Les Riceys                                  | Ricey-bas, 6 rue de Foiseuil                                                          | 48° 00′ 15″ nord, 4° 22′ 05″ est               | « PA00078203 »                                 | Inscrit                                        | 1943                                           | Maison                                                            |
| Pont de Ricey-Haut                                                | Les Riceys                                  |                                                                                       | 47° 59′ 08″ nord, 4° 21′ 52″ est               | « PA10000006 »                                 | Inscrit                                        | 1996                                           | Pont de Ricey-Haut                                                |
| Église Saint-Martin                                               | Rigny-le-Ferron                             |                                                                                       | 48° 12′ 31″ nord, 3° 37′ 52″ est               | « PA00078204 »                                 | Classé Inscrit                                 | 1910 1982                                      | Église Saint-Martin                                               |
| Site archéologique des Hardillères                                | Rilly-Sainte-Syre                           | Les Hardillères                                                                       | 48° 27′ 33″ nord, 3° 56′ 28″ est               | « PA00135307 »                                 | Inscrit                                        | 1995                                           | Image manquante Téléverser                                        |
| Abbaye de Sellières                                               | Romilly-sur-Seine                           | Château de Sellières                                                                  | 48° 31′ 55″ nord, 3° 41′ 16″ est               | « PA00078206 »                                 | Inscrit                                        | 1988                                           | Abbaye de Sellières                                               |
| Château                                                           | Rosières-près-Troyes                        |                                                                                       | 48° 15′ 38″ nord, 4° 04′ 45″ est               | « PA00078207 »                                 | Inscrit                                        | 1926                                           | Château                                                           |
| Église de l'Assomption-de-la-Vierge                               | Rosnay-l'Hôpital                            |                                                                                       | 48° 27′ 28″ nord, 4° 30′ 10″ est               | « PA00078208 »                                 | Classé                                         | 1846                                           | Église de l'Assomption-de-la-Vierge                               |
| Tronçons de voies romaines de Langres à Remps et de Troyes à Naix | La Rothière                                 |                                                                                       | 48° 20′ 29″ nord, 4° 33′ 44″ est               | « PA00078209 »                                 | Inscrit                                        | 1982                                           | Image manquante Téléverser                                        |
| Église Saint-Gengoul                                              | Rouilly-Sacey                               | Sacey                                                                                 | 48° 20′ 51″ nord, 4° 16′ 32″ est               | « PA00078210 »                                 | Inscrit                                        | 1976                                           | Église Saint-Gengoul                                              |
| Église Saint-Maurice                                              | Rouvres-les-Vignes                          |                                                                                       | 48° 14′ 30″ nord, 4° 49′ 24″ est               | « PA00078211 »                                 | Inscrit                                        | 1984                                           | Église Saint-Maurice                                              |
| Église Saint-Martin                                               | Rumilly-lès-Vaudes                          |                                                                                       | 48° 08′ 35″ nord, 4° 13′ 02″ est               | « PA00078212 »                                 | Classé                                         | 1840                                           | Église Saint-Martin                                               |
| Manoir des Tourelles                                              | Rumilly-lès-Vaudes                          |                                                                                       | 48° 08′ 47″ nord, 4° 13′ 06″ est               | « PA00078213 »                                 | Classé                                         | 1903                                           | Manoir des Tourelles                                              |
| Église Saint-André                                                | Saint-André-les-Vergers                     |                                                                                       | 48° 16′ 44″ nord, 4° 03′ 06″ est               | « PA00078214 »                                 | Classé                                         | 1840                                           | Église Saint-André                                                |
| Abbaye du Paraclet                                                | Saint-Aubin (également sur Ferreux-Quincey) |                                                                                       | 48° 28′ 01″ nord, 3° 34′ 11″ est               | « PA00135308 »                                 | Inscrit                                        | 1925                                           | Abbaye du Paraclet                                                |
| Menhir de la Grande-Pierre                                        | Saint-Aubin                                 | La Grande Pierre                                                                      | 48° 29′ 02″ nord, 3° 32′ 48″ est               | « PA00125374 »                                 | Inscrit                                        | 1993                                           | Menhir de la Grande-Pierre                                        |
| Chapelle Saint-Gengould                                           | Saint-Benoist-sur-Vanne                     | Courmononcle                                                                          | 48° 13′ 40″ nord, 3° 40′ 50″ est               | « PA00078215 »                                 | Inscrit                                        | 1983                                           | Chapelle Saint-Gengould                                           |
| Château                                                           | Saint-Benoist-sur-Vanne                     |                                                                                       | 48° 13′ 55″ nord, 3° 40′ 20″ est               | « PA00078216 »                                 | Inscrit                                        | 1984                                           | Image manquante Téléverser                                        |
| Tronçons de voies romaines de Langres à Remps et de Troyes à Naix | Saint-Christophe-Dodinicourt                |                                                                                       | 48° 26′ 05″ nord, 4° 27′ 19″ est               | « PA00078217 »                                 | Inscrit                                        | 1982                                           | Image manquante Téléverser                                        |
| Château de Vermoise                                               | Sainte-Maure                                |                                                                                       | 48° 21′ 45″ nord, 4° 02′ 19″ est               | « PA00078225 »                                 | Inscrit                                        | 1977                                           | Château de Vermoise                                               |
| Église Sainte-Maure                                               | Sainte-Maure                                |                                                                                       | 48° 20′ 50″ nord, 4° 03′ 32″ est               | « PA00078226 »                                 | Classé                                         | 1931                                           | Église Sainte-Maure                                               |
| Croix La Beigne                                                   | Sainte-Savine                               | La-Croix-la-Beigne                                                                    | 48° 17′ 28″ nord, 4° 00′ 57″ est               | « PA00078233 »                                 | Classé                                         | 1965                                           | Croix La Beigne                                                   |
| Église Sainte-Savine                                              | Sainte-Savine                               |                                                                                       | 48° 17′ 41″ nord, 4° 03′ 36″ est               | « PA00078232 »                                 | Classé                                         | 1921                                           | Église Sainte-Savine                                              |
| Hôtel de ville                                                    | Sainte-Savine                               | 70 avenue du Général-Gallieni                                                         | 48° 17′ 40″ nord, 4° 03′ 20″ est               | « PA10000024 »                                 | Inscrit                                        | 2007                                           | Hôtel de ville                                                    |
| Église Saint-Julien-de-Brioude                                    | Saint-Julien-les-Villas                     |                                                                                       | 48° 16′ 23″ nord, 4° 05′ 58″ est               | « PA00078218 »                                 | Inscrit                                        | 1981                                           | Église Saint-Julien-de-Brioude                                    |
| Église Saint-Léger                                                | Saint-Léger-près-Troyes                     |                                                                                       | 48° 14′ 09″ nord, 4° 04′ 44″ est               | « PA00078219 »                                 | Classé                                         | 1980                                           | Église Saint-Léger                                                |
| Église Saint-Thibaud                                              | Saint-Léger-sous-Brienne                    |                                                                                       | 48° 24′ 12″ nord, 4° 30′ 09″ est               | « PA00078220 »                                 | Classé Inscrit                                 | 1983                                           | Image manquante Téléverser                                        |
| Église Saint-Léger                                                | Saint-Léger-sous-Margerie                   |                                                                                       | 48° 31′ 51″ nord, 4° 29′ 19″ est               | « PA00078221 »                                 | Inscrit                                        | 1987                                           | Église Saint-Léger                                                |
| Pierre à l'Abbé                                                   | Saint-Loup-de-Buffigny                      | La Pierre à l'Abbé                                                                    | 48° 26′ 01″ nord, 3° 37′ 29″ est               | « PA00125375 »                                 | Inscrit                                        | 1993                                           | Pierre à l'Abbé                                                   |
| Église Saint-Lupien                                               | Saint-Lupien                                |                                                                                       | 48° 21′ 38″ nord, 3° 42′ 04″ est               | « PA00078222 »                                 | Inscrit                                        | 1926                                           | Église Saint-Lupien                                               |
| Château des évêques de Troyes                                     | Saint-Lyé                                   |                                                                                       | 48° 21′ 41″ nord, 4° 00′ 25″ est               | « PA00078223 »                                 | Inscrit                                        | 1933                                           | Château des évêques de Troyes                                     |
| Église Saint-Lyé                                                  | Saint-Lyé                                   |                                                                                       | 48° 21′ 40″ nord, 4° 00′ 21″ est               | « PA00078224 »                                 | Inscrit                                        | 1972                                           | Église Saint-Lyé                                                  |
| Dolmen du Pavois                                                  | Saint-Nicolas-la-Chapelle                   | Le Pavois                                                                             | 48° 31′ 33″ nord, 3° 29′ 11″ est               | « PA00125376 »                                 | Inscrit                                        | 1993                                           | Dolmen du Pavois                                                  |
| Église Saint-Nicolas de Saint-Nicolas-la-Chapelle (Aube)          | Saint-Nicolas-la-Chapelle                   |                                                                                       | 48° 31′ 47″ nord, 3° 28′ 09″ est               | « PA00078227 »                                 | Inscrit                                        | 1926                                           | Église Saint-Nicolas de Saint-Nicolas-la-Chapelle (Aube)          |
| Château                                                           | Saint-Parres-aux-Tertres                    |                                                                                       | 48° 18′ 22″ nord, 4° 06′ 49″ est               | « PA00078228 »                                 | Inscrit                                        | 1979                                           | Image manquante Téléverser                                        |
| Église Saint-Parres                                               | Saint-Parres-aux-Tertres                    |                                                                                       | 48° 18′ 01″ nord, 4° 07′ 09″ est               | « PA00078229 »                                 | Classé                                         | 1942                                           | Église Saint-Parres                                               |
| Église Saint-Phal                                                 | Saint-Phal                                  |                                                                                       | 48° 07′ 14″ nord, 3° 59′ 51″ est               | « PA00078230 »                                 | Classé                                         | 1985                                           | Église Saint-Phal                                                 |
| Église Saint-Thibault                                             | Saint-Thibault                              |                                                                                       | 48° 12′ 24″ nord, 4° 08′ 15″ est               | « PA00078231 »                                 | Classé                                         | 1928                                           | Église Saint-Thibault                                             |
| Église Saint-Martin                                               | Salon                                       |                                                                                       | 48° 38′ 24″ nord, 4° 00′ 14″ est               | « PA00078234 »                                 | Classé                                         | 1984                                           | Église Saint-Martin                                               |
| Ferme du Cornet                                                   | Saulcy                                      | Cornet                                                                                | 48° 15′ 38″ nord, 4° 50′ 32″ est               | « PA00125377 »                                 | Inscrit                                        | 1993                                           | Image manquante Téléverser                                        |
| Chapelle Sainte-Madeleine                                         | La Saulsotte                                | Resson                                                                                | 48° 33′ 07″ nord, 3° 29′ 32″ est               | « PA00078235 »                                 | Inscrit                                        | 1930                                           | Chapelle Sainte-Madeleine                                         |
| Église Saint-Ferréol                                              | La Saulsotte                                |                                                                                       | 48° 32′ 21″ nord, 3° 29′ 44″ est               | « PA00078323 »                                 | Inscrit                                        | 1990                                           | Église Saint-Ferréol                                              |
| Pierre Aiguë                                                      | La Saulsotte                                | La Pierre Aiguë                                                                       | 48° 33′ 19″ nord, 3° 30′ 11″ est               | « PA00125378 »                                 | Inscrit                                        | 1993                                           | Pierre Aiguë                                                      |
| Pigeonnier de Courtioux                                           | La Saulsotte                                | Maison Brûlée                                                                         | 48° 34′ 05″ nord, 3° 29′ 51″ est               | « PA00078324 »                                 | Inscrit                                        | 1990                                           | Pigeonnier de Courtioux                                           |
| Église Saint-Martin                                               | Savières                                    |                                                                                       | 48° 24′ 28″ nord, 3° 57′ 06″ est               | « PA00078236 »                                 | Classé                                         | 1931                                           | Église Saint-Martin                                               |
| Pierre-au-Coq                                                     | Soligny-les-Étangs                          |                                                                                       | 48° 23′ 14″ nord, 3° 31′ 32″ est               | « PA00078237 »                                 | Classé                                         | 1959                                           | Pierre-au-Coq                                                     |
| Chapelle Saint-Jean                                               | Soulaines-Dhuys                             |                                                                                       | 48° 22′ 37″ nord, 4° 44′ 05″ est               | « PA00078238 »                                 | Classé                                         | 1921                                           | Chapelle Saint-Jean                                               |
| Église Saint-Laurent                                              | Soulaines-Dhuys                             |                                                                                       | 48° 22′ 34″ nord, 4° 44′ 10″ est               | « PA00078239 »                                 | Classé                                         | 1914                                           | Église Saint-Laurent                                              |
| Maison                                                            | Soulaines-Dhuys                             | Rue de la Fontaine Rue du Rampont                                                     | 48° 22′ 32″ nord, 4° 44′ 03″ est               | « PA00078240 »                                 | Inscrit                                        | 1970                                           | Maison                                                            |
| Maison communale                                                  | Soulaines-Dhuys                             | Ancienne école communale de garçons. Actuelle bibliothèque.                           | 48° 22′ 31″ nord, 4° 44′ 09″ est               | « PA00078241 »                                 | Inscrit                                        | 1926                                           | Maison communale                                                  |
| Pont de Henri IV                                                  | Soulaines-Dhuys                             |                                                                                       | 48° 22′ 32″ nord, 4° 44′ 02″ est               | « PA10000007 »                                 | Inscrit                                        | 1996                                           | Pont de Henri IV                                                  |
| Pont romain                                                       | Spoy                                        | Les Prés Colipis                                                                      | 48° 13′ 34″ nord, 4° 37′ 32″ est               | « PA00078242 »                                 | Classé                                         | 1973                                           | Pont romain                                                       |
| Église Saint-Denis                                                | Torvilliers                                 |                                                                                       | 48° 16′ 33″ nord, 3° 58′ 57″ est               | « PA00078243 »                                 | Classé                                         | 1980                                           | Église Saint-Denis                                                |
| Église Saint-Michel                                               | Trannes                                     |                                                                                       | 48° 18′ 05″ nord, 4° 35′ 12″ est               | « PA00078245 »                                 | Inscrit                                        | 1937                                           | Église Saint-Michel                                               |
| Tronçons de voies romaines de Langres à Remps et de Troyes à Naix | Trannes                                     |                                                                                       | 48° 18′ 33″ nord, 4° 35′ 11″ est               | « PA00078244 »                                 | Inscrit                                        | 1982                                           | Tronçons de voies romaines de Langres à Remps et de Troyes à Naix |
| Croix de cimetière                                                | Trouans                                     | Trouan-le-Grand, cimetière                                                            | 48° 37′ 43″ nord, 4° 14′ 22″ est               | « PA00078246 »                                 | Classé                                         | 1909                                           | Croix de cimetière                                                |
| Église Saint-Georges                                              | Trouans                                     | Trouan-le-Grand                                                                       | 48° 37′ 44″ nord, 4° 14′ 21″ est               | « PA00078247 »                                 | Classé                                         | 1924                                           | Église Saint-Georges                                              |
|                                                                   | Troyes                                      | Voir liste des monuments historiques de Troyes                                        | Voir liste des monuments historiques de Troyes | Voir liste des monuments historiques de Troyes | Voir liste des monuments historiques de Troyes | Voir liste des monuments historiques de Troyes | Voir liste des monuments historiques de Troyes                    |
| Ferme du Breuil                                                   | Unienville                                  | Ferme du Breuil                                                                       | 48° 18′ 17″ nord, 4° 33′ 17″ est               | « PA00125379 »                                 | Inscrit                                        | 1993                                           | Image manquante Téléverser                                        |
| Tronçons de voies romaines de Langres à Remps et de Troyes à Naix | Unienville                                  |                                                                                       | 48° 20′ 09″ nord, 4° 34′ 04″ est               | « PA00078284 »                                 | Inscrit                                        | 1982                                           | Image manquante Téléverser                                        |
| Établissement gallo-romain                                        | Urville                                     | Val de Millières                                                                      | 48° 10′ 14″ nord, 4° 40′ 15″ est               | « PA00078285 »                                 | Inscrit                                        | 1988                                           | Image manquante Téléverser                                        |
| Église Saint-Martin                                               | Val-d'Auzon                                 |                                                                                       | 48° 24′ 25″ nord, 4° 21′ 52″ est               | « PA00078286 »                                 | Inscrit                                        | 1926                                           | Église Saint-Martin                                               |
| Église Saint-Julien                                               | Vallant-Saint-Georges                       |                                                                                       | 48° 28′ 08″ nord, 3° 54′ 14″ est               | « PA00125380 »                                 | Inscrit                                        | 1993                                           | Image manquante Téléverser                                        |
| Croix                                                             | Vallentigny                                 | Cimetière                                                                             | 48° 26′ 52″ nord, 4° 34′ 47″ est               | « PA00078288 »                                 | Inscrit                                        | 1972                                           | Image manquante Téléverser                                        |
| Église Saint-Antoine                                              | Vallentigny                                 |                                                                                       | 48° 26′ 52″ nord, 4° 34′ 49″ est               | « PA00078289 »                                 | Classé Inscrit                                 | 1948                                           | Église Saint-Antoine                                              |
| Église Saint-Bénigne                                              | Vallières                                   |                                                                                       | 47° 59′ 47″ nord, 4° 03′ 44″ est               | « PA00078290 »                                 | Inscrit                                        | 1926                                           | Église Saint-Bénigne                                              |
| Château                                                           | Vanlay                                      |                                                                                       | 48° 01′ 27″ nord, 4° 00′ 42″ est               | « PA00078291 »                                 | Inscrit                                        | 1969                                           | Château                                                           |
| Croix de cimetière                                                | Vanlay                                      |                                                                                       | 48° 01′ 39″ nord, 4° 01′ 00″ est               | « PA00078292 »                                 | Classé                                         | 1912                                           | Image manquante Téléverser                                        |
| Église Saint-Jean-Baptiste                                        | Vanlay                                      |                                                                                       | 48° 01′ 40″ nord, 4° 01′ 01″ est               | « PA00078293 »                                 | Inscrit                                        | 1984                                           | Église Saint-Jean-Baptiste                                        |
| Église de l'Assomption                                            | Vauchassis                                  |                                                                                       | 48° 13′ 21″ nord, 3° 55′ 17″ est               | « PA00078294 »                                 | Inscrit                                        | 1986                                           | Église de l'Assomption                                            |
| Église Saint-Pierre-et-Saint-Paul                                 | Vauchonvilliers                             |                                                                                       | 48° 15′ 55″ nord, 4° 31′ 36″ est               | « PA00078319 »                                 | Inscrit                                        | 1989                                           | Église Saint-Pierre-et-Saint-Paul                                 |
| Croix de carrefour                                                | Vaudes                                      |                                                                                       | 48° 10′ 27″ nord, 4° 11′ 39″ est               | « PA00078295 »                                 | Inscrit                                        | 1939                                           | Croix de carrefour                                                |
| Château                                                           | Vendeuvre-sur-Barse                         |                                                                                       | 48° 14′ 14″ nord, 4° 28′ 21″ est               | « PA00078296 »                                 | Inscrit Classé Inscrit                         | 1963 1981                                      | Château                                                           |
| Église Saint-Pierre                                               | Vendeuvre-sur-Barse                         |                                                                                       | 48° 14′ 06″ nord, 4° 27′ 56″ est               | « PA00078297 »                                 | Classé                                         | 1907                                           | Église Saint-Pierre                                               |
| Chapelle Saint-Aventin                                            | Verrières                                   | Saint-Aventin, cimetière                                                              | 48° 13′ 19″ nord, 4° 09′ 59″ est               | « PA00078298 »                                 | Inscrit                                        | 1926                                           | Chapelle Saint-Aventin                                            |
| Château de Saint-Aventin                                          | Verrières                                   | 8 rue de la Vallée                                                                    | 48° 13′ 12″ nord, 4° 09′ 48″ est               | « PA00135310 »                                 | Inscrit                                        | 1995                                           | Image manquante Téléverser                                        |
| Église Saint-Pierre                                               | Verrières                                   |                                                                                       | 48° 13′ 52″ nord, 4° 08′ 57″ est               | « PA00078299 »                                 | Classé Inscrit                                 | 1937                                           | Église Saint-Pierre                                               |
| Église Saint-Jean-Baptiste                                        | Villacerf                                   |                                                                                       | 48° 23′ 44″ nord, 3° 59′ 34″ est               | « PA00078300 »                                 | Inscrit                                        | 1986                                           | Église Saint-Jean-Baptiste                                        |
| Église de l'Assomption                                            | La Ville-aux-Bois                           |                                                                                       | 48° 24′ 24″ nord, 4° 41′ 29″ est               | « PA00078301 »                                 | Classé                                         | 1984                                           | Église de l'Assomption                                            |
| Église de l'Assomption-de-la-Vierge                               | Villemaur-sur-Vanne                         |                                                                                       | 48° 15′ 26″ nord, 3° 43′ 40″ est               | « PA00078302 »                                 | Classé                                         | 1972                                           | Église de l'Assomption-de-la-Vierge                               |
| Pierre aux dix doigts                                             | Villemaur-sur-Vanne                         | Le Luteau                                                                             | 48° 15′ 16″ nord, 3° 41′ 57″ est               | « PA00125381 »                                 | Inscrit                                        | 1993                                           | Pierre aux dix doigts                                             |
| Pont sur la Vanne                                                 | Villemaur-sur-Vanne                         |                                                                                       | 48° 15′ 13″ nord, 3° 43′ 47″ est               | « PA00078303 »                                 | Inscrit                                        | 1984                                           | Pont sur la Vanne                                                 |
| Calvaire de la Croix Blanche                                      | Villemereuil                                | C.D. 25 C.D. 25bis                                                                    | 48° 11′ 45″ nord, 4° 04′ 34″ est               | « PA00078304 »                                 | Classé                                         | 1977                                           | Calvaire de la Croix Blanche                                      |
| Château                                                           | Villemereuil                                |                                                                                       | 48° 12′ 13″ nord, 4° 05′ 07″ est               | « PA00078305 »                                 | Inscrit                                        | 1971                                           | Château                                                           |
| Château                                                           | Villemorien                                 |                                                                                       | 48° 05′ 06″ nord, 4° 17′ 41″ est               | « PA00078306 »                                 | Inscrit Classé                                 | 1987 1990                                      | Château                                                           |
| Église Saint-Jacques-le-Majeur                                    | Villenauxe-la-Grande                        | Dival                                                                                 | 48° 36′ 07″ nord, 3° 33′ 14″ est               | « PA00078308 »                                 | Inscrit                                        | 1927                                           | Église Saint-Jacques-le-Majeur                                    |
| Église Saint-Pierre-Saint-Paul                                    | Villenauxe-la-Grande                        |                                                                                       | 48° 35′ 23″ nord, 3° 33′ 16″ est               | « PA00078307 »                                 | Classé                                         | 1840                                           | Église Saint-Pierre-Saint-Paul                                    |
| Maison                                                            | Villenauxe-la-Grande                        | 44 rue du Perrey                                                                      | 48° 35′ 30″ nord, 3° 33′ 19″ est               | « PA10000009 »                                 | Inscrit                                        | 1996                                           | Maison                                                            |
| Église de l'Assomption-de-la-Vierge                               | La Villeneuve-au-Châtelot                   |                                                                                       | 48° 33′ 01″ nord, 3° 36′ 43″ est               | « PA00078309 »                                 | Inscrit                                        | 2024                                           | Église de l'Assomption-de-la-Vierge                               |
| Site archéologique des Grèves                                     | La Villeneuve-au-Châtelot                   | Les Grèves                                                                            | 48° 33′ 01″ nord, 3° 35′ 56″ est               | « PA00078310 »                                 | Inscrit                                        | 1982                                           | Image manquante Téléverser                                        |
| Station de potiers gallo-romains                                  | La Villeneuve-au-Châtelot                   | La Poterie                                                                            | 48° 33′ 18″ nord, 3° 35′ 53″ est               | « PA00078311 »                                 | Classé                                         | 1937                                           | Image manquante Téléverser                                        |
| Église Saint-Ferréol                                              | Villeret                                    |                                                                                       | 48° 28′ 36″ nord, 4° 35′ 16″ est               | « PA00078312 »                                 | Classé                                         | 1931                                           | Église Saint-Ferréol                                              |
| Abbaye de Clairvaux                                               | Ville-sous-la-Ferté                         |                                                                                       | 48° 08′ 49″ nord, 4° 47′ 10″ est               | « PA00078313 »                                 | Classé Inscrit Classé                          | 1981 1994 1997 1999                            | Abbaye de Clairvaux                                               |
| Église Saint-Aubin                                                | Ville-sur-Arce                              |                                                                                       | 48° 06′ 25″ nord, 4° 26′ 53″ est               | « PA00078325 »                                 | Inscrit                                        | 1991                                           | Église Saint-Aubin                                                |
| Église Saint-Pierre-ès-Liens                                      | Ville-sur-Terre                             |                                                                                       | 48° 19′ 57″ nord, 4° 44′ 59″ est               | « PA00078314 »                                 | Inscrit                                        | 1925                                           | Église Saint-Pierre-ès-Liens                                      |
| Église de l'Assomption-de-la-Vierge                               | Villiers-Herbisse                           | Le Village                                                                            | 48° 38′ 10″ nord, 4° 06′ 43″ est               | « PA00078315 »                                 | Classé                                         | 1958                                           | Église de l'Assomption-de-la-Vierge                               |
| Église de la Nativité-de-la-Vierge                                | Villy-le-Maréchal                           |                                                                                       | 48° 11′ 19″ nord, 4° 04′ 32″ est               | « PA00078328 »                                 | Inscrit                                        | 1992                                           | Église de la Nativité-de-la-Vierge                                |
| Église Notre-Dame-de-l'Assomption                                 | Voué                                        |                                                                                       | 48° 27′ 29″ nord, 4° 07′ 40″ est               | « PA00078316 »                                 | Classé                                         | 1913                                           | Image manquante Téléverser                                        |
| Église Saint-Laurent                                              | Yèvres-le-Petit                             |                                                                                       | 48° 28′ 46″ nord, 4° 29′ 26″ est               | « PA00078326 »                                 | Inscrit                                        | 1991                                           | Église Saint-Laurent                                              |

## Anciens monuments historiques
| Monument     | Commune            | Adresse          | Coordonnées                      | Notice         | Protection | Date | Illustration |
| ------------ | ------------------ | ---------------- | -------------------------------- | -------------- | ---------- | ---- | ------------ |
| Moulin à eau | Brienne-la-Vieille | Chemin du Moulin | 48° 22′ 28″ nord, 4° 31′ 13″ est | « PA00078060 » | Radié      | 2011 | Moulin à eau |